# Foreign Beggars
Foreign Beggars is een Britse hiphop- en dubstepgroep.

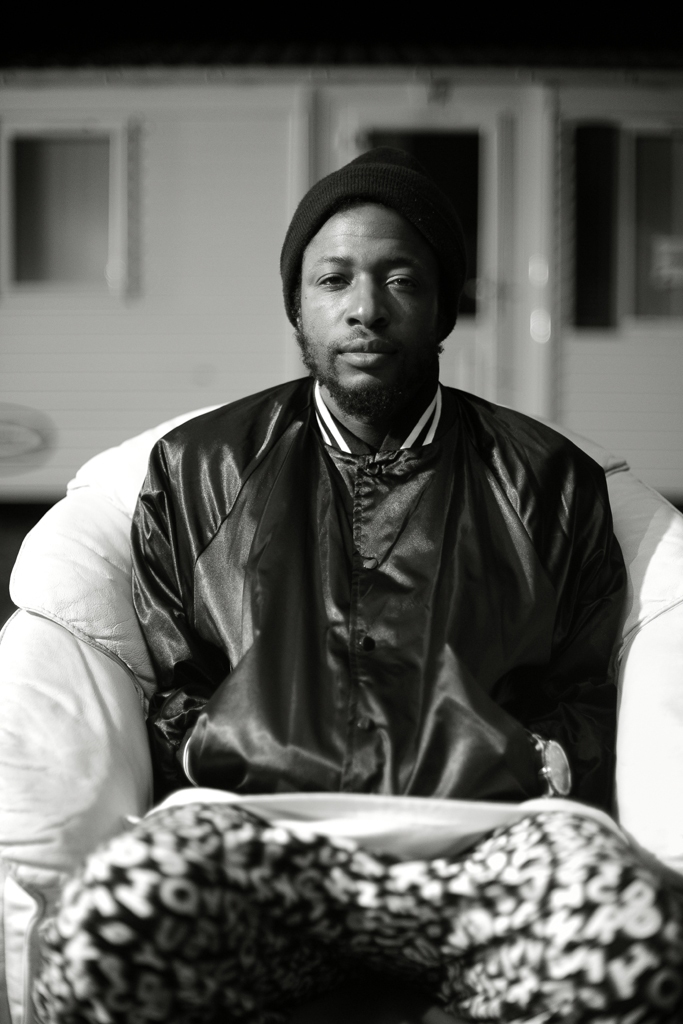
Metropolis - Foreign Beggars. 2013.

De leden Orifice Vulgatron en Metropolis vormden samen met Noisia de supergroep "I Am Legion" als zijproject.

## Discografie

### Studioalbums
- Asylum Speakers (2003)
- Bukkake Ski Trip (2006)
- Stray Point Agenda (2006)
- Asylum Agenda (2008)
- United Colours Of Beggattron (2009)
- Beggattron Remixed (2010)
- The Uprising (2012)